# Delphinium scabriflorum
Delphinium scabriflorum är en ranunkelväxtart som beskrevs av David Don. Delphinium scabriflorum ingår i släktet storriddarsporrar, och familjen ranunkelväxter. Inga underarter finns listade i Catalogue of Life.